# Informator Tygodniowy Skierniewic
ITS - Informator Tygodniowy Skierniewic.Lokalny tygodnik społeczno-kulturalny będący dodatkiem do piątkowego wydania Dziennika Łódzkiego. Tygodnik jest kolportowany w powiatach: skierniewickim, łowickim i rawskim.
Tygodnik został założony w 1994 r. pod nazwą Informator Tygodniowy Skierniewic, obecnie funkcjonujący jako "ITS". Średni nakład (obejmujący prenumeratę) wynosi ok. 14 tys. egzemplarzy. Wydawcą ITS jest Polska Press.

## Główne działy
- Aktualności
- Informacje ze Skierniewic, Rawy Mazowieckiej, Łowicza
- Temat Tygodnia
- Nasze Sprawy
- To i owo
- Sport
- Do gazety dołączany jest program telewizyjny - Tele Magazyn.